# Lina Tâmega Peixoto
Lina Tâmega Peixoto (Cataguases, 5 de junho de 1931 — Brasília, 1 de setembro de 2020) foi uma poeta, crítica e professora brasileira. Fundou a Associação Nacional de Escritores (ANE) e fez parte da Academia de Letras do Brasil e do PEN Clube do Brasil. Foi agraciada com dois prêmios literários da União Brasileira de Escritores (UBE).

## Biografia
Fundou com Francisco Marcelo Cabral a revista Meia-Pataca (1948-49), importante publicação no cenário literário nacional da época. Publicou escritores como Manuel Bandeira, Carlos Drummond de Andrade, Maria Julieta Drummond, Cecília Meireles, Alphonsus de Guimaraens Filho, Salim Miguel, Francisco Marcelo Cabral, Hêrnani Cidade, na revista em seus dois anos de existência.
Em 1955, no Rio de Janeiro, formou-se em Letras Clássicas pela PUC. Em 1969, como bolsista da Fundação Calouste Gulbenkian, realizou trabalho sobre as raízes do lirismo peninsular, que resultou em artigos sobre Cecília Meireles publicados na revista Colóquio – Letra. Em 1970, participou da criação da revista Solombra, editada pela Supervisão de Português/Governo do Distrito Federal.
Foi professora de Língua Portuguesa e Teoria Literária da Universidade de Brasília no início das atividades da universidade; atividades que interrompe para retomar em 1973.
Durante os anos de 1980, trabalhou na Fundação Nacional de Arte-Brasília, que viria a se transformar na Fundação Cultural do Distrito Federal.

## Prêmios e homenagens
- Prêmio Lúcia Aizim, da União Brasileira de Escritores (UBE) pela obra Dialeto do corpo
- Prêmio Ligia Malaguti, da União Brasileira de Escritores (UBE) pela obra Os bichos da vó
- A autora recebeu elogios de poetas e críticos como Walmir Ayala, Hernâni Cidade, Manuel Bandeira, Fábio Lucas e Carlos Drummond de Andrade[5]

## Lista de obras
- Algum dia, Hipocampo Editora, Rio de Janeiro, 1953, tiragem de 200 exemplares em papel Ingres numerados e assinados pela autora, gravura de Santa Rosa.
- Entretempo, editora Record, 1983
- Dialeto do corpo, Instituto Francisca de Souza Peixoto, em 2005.
- Água polida, Galo Branco, Rio de Janeiro, 2007.
- 50 poemas escolhidos pelo autor, Galo Branco, Rio de Janeiro, 2008.
- Prefácio de vida, Editora da Palavra, 2010.
- Os bichos da vó, Editora da Palavra, 2010.
- Entre desertos, Editora Ibis Libris, 2014.